# Álvaro Solís
Álvaro Solís (Cali, Colombia; 26 de agosto de 1981) es un exfutbolista colombiano. Jugaba de guardameta. Empezó y terminó su carrera en el Patriotas Boyacá de Colombia.

## Clubes
| Club             | País     | Año         | Partidos |
| ---------------- | -------- | ----------- | -------- |
| Patriotas Boyacá | Colombia | 2006        | 21       |
| Santa Fe         | Colombia | 2006 - 2007 | 5        |
| La Equidad       | Colombia | 2008 - 2010 | 80       |
| Real Cartagena   | Colombia | 2010        | 4        |
| La Equidad       | Colombia | 2011        | 0        |
| Patriotas Boyacá | Colombia | 2012        | 30       |

## Palmarés

### Campeonatos nacionales
| Título        | Club       | País     | Año  |
| ------------- | ---------- | -------- | ---- |
| Copa Colombia | La Equidad | Colombia | 2008 |